# Frank Merriam

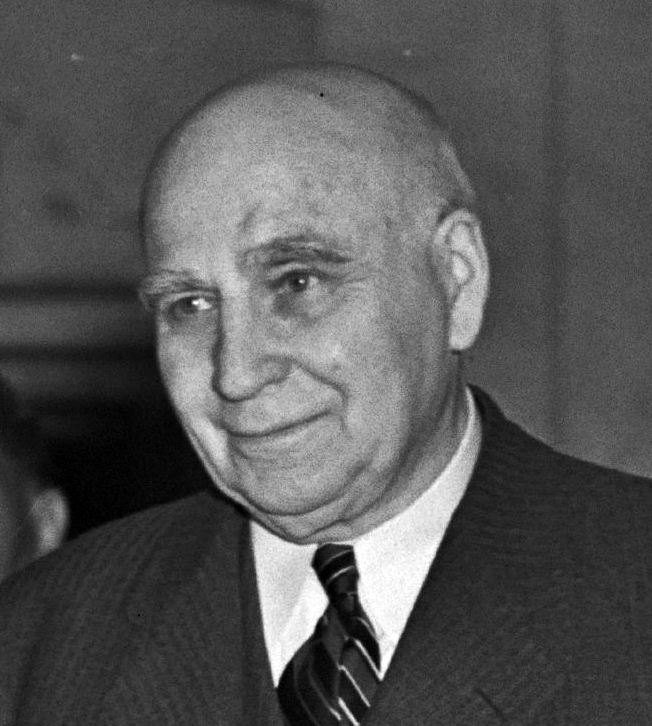
Frank Merriam (1938)

Frank Finley Merriam  (* 22. Dezember 1865 in Hopkinton, Delaware County, Iowa; † 25. April 1955 in Long Beach, Kalifornien) war ein US-amerikanischer Politiker und von 1934 bis 1939 der 28. Gouverneur von Kalifornien.

## Frühe Jahre und politischer Aufstieg
Frank Merriam verbrachte die ersten Jahrzehnte seines Lebens in Iowa und dem Mittleren Westen. 1896 wurde er als Abgeordneter in das Repräsentantenhaus von Iowa gewählt. Von 1898 bis 1903 war er State Auditor von Iowa.
Im Jahr 1910 wanderte der inzwischen 44-Jährige nach Kalifornien aus und wurde 1916 in die California State Assembly gewählt, wo er bis 1926 wirkte. 1922 wurde er Wahlkampfmanager von Friend Richardson bei dessen Kandidatur für das Amt des Gouverneurs. 1923 wurde er Speaker des Parlaments. 1926 war er bei den Republikanern als Kandidat für das Amt des Vizegouverneurs im Gespräch, wurde dann aber doch nicht aufgestellt. Nach einer zweijährigen politischen Auszeit wurde er 1928 in den Senat von Kalifornien gewählt und war dort knapp drei Jahre politisch aktiv. Für die Gouverneurswahlen des Jahres 1930 wurde er von der Republikanischen Partei zum Kandidaten für das Amt des Vizegouverneurs nominiert. Nach der erfolgreichen Wahl wurde er im Januar 1931 an der Seite des neuen Gouverneurs James Rolph in sein Amt eingeführt.

## Gouverneur von Kalifornien

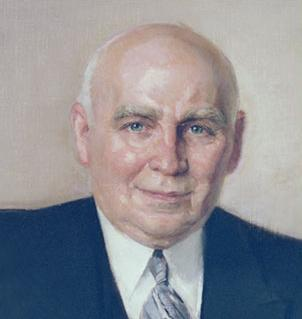
Offizielles Porträt von Frank Merriam

Durch den Tod Rolphs am 2. Juni 1934 wurde Merriam entsprechend der Verfassung neuer Gouverneur von Kalifornien. Mit 68 Jahren war er bezogen auf sein Alter bei der Amtseinführung der bis dato älteste Gouverneur. Erst Jerry Brown war seinerzeit im Jahr 2011 vier Jahre älter.
Gouverneur Merriam übernahm sein neues Amt inmitten der Weltwirtschaftskrise Anfang der 1930er Jahre. Sein größtes Problem war zunächst ein im Mai 1934 ausgebrochener Streik der Hafenarbeiter in San Francisco. Die Arbeiter forderten unter anderem einen Sechs-Stunden-Tag und das Recht, sich gewerkschaftlich frei organisieren zu dürfen. Der Streik legte zeitweise den ganzen Hafen lahm. Ein schnelles Ende schien nicht möglich und nun schlossen sich auch andere Arbeiter und viele Arbeitslose den Demonstrationen an. Bald begann die Situation zu eskalieren und in Gewalttätigkeiten auszuufern. Am 5. Juli 1934 erreichten die Spannungen ihren Höhepunkt. Es kam zu gewalttätigen Ausschreitungen, bei denen zwei Personen getötet wurden. Der Gouverneur entschied sich nun zum Einsatz der Nationalgarde und bat sogar die US Army um Hilfe. Schwerbewaffnete Truppen marschierten im Hafengebiet von San Francisco auf. Die streikenden Arbeiter riefen nun zu einem Generalstreik auf, der vier Tage lang die Stadt lahmlegte. Aber aufgrund der militärischen Präsenz kam es zu keinen weiteren Gewaltausbrüchen mehr. Radikale Anführer wurden verhaftet und nach vier Tagen lenkte die Streikführung ein; der Druck der Behörden war einfach zu groß geworden. Man wollte eine Schlichtung der Bundesregierung abwarten. Damit kehrten die Streikenden wieder an ihre Arbeit zurück. Die konservative Presse lobte den Gouverneur für sein militärisches Eingreifen in den Streik.
Die Republikanische Partei nominierte ihn für die Wiederwahl im Herbst 1934. Er setzte sich bei der parteiinternen Primary gegen den früheren Gouverneur C. C. Young durch. Angeblich soll Merriam die Nominierung zur Bedingung für den Einsatz der Nationalgarde gemacht haben. Sein demokratischer Herausforderer bei der Wahl war der frühere Sozialist Upton Sinclair. Im Wahlkampf sammelten sich die konservativen als auch moderaten Kräfte hinter Merriam. Der Slogan der Kampagne war Stop Sinclair mit Bezug auf dessen sozialistische Positionen. Auch die MGM-Studios und der Medienzar William Randolph Hearst unterstützten Merriam. Sinclair wurde als kommunistische Bedrohung bezeichnet. Schließlich gewann Merriam die Wahl am 6. November des Jahres mit elf Prozentpunkten Vorsprung vor Sinclair. Er bezeichnete das Ergebnis als Niederlage der Sozialisten und Kommunisten. Der Wahlkampf 1934 war eine der ersten Kampagnen in den USA, bei der das Fernsehen eine (untergeordnete) Rolle spielte. Außerdem war er gemeinsam mit seinem Amtskollegen aus Kansas, Alf Landon, der einzige republikanische Gouverneur, der in diesem Jahr wiedergewählt wurde.
Nachdem Merriam im Januar 1935 den Eid für eine komplette vierjährige Amtsperiode abgelegt hatte, wurde der Gouverneur mit einer wachsenden Staatsverschuldung konfrontiert. Merriam sah die Lösung des Problems in Steuererhöhungen, was bei vielen seiner konservativen Wähler als auch in Teilen seiner Partei auf Unverständnis und Ablehnung stieß. Vor allem die Hearst-Presse wandte sich nun massiv gegen die neuen Steuergesetze des Staates. Da er sich außerdem für die durch den demokratischen Präsidenten Franklin D. Roosevelt vorangetriebene Einführung einer Altersrente (Old Age Insurance) einsetzte, verlor er bei den Konservativen viel von seinem früheren Rückhalt. Eine angestrebte Volksabstimmung zum Rückgängigmachen der 1936 vorgenommenen Steueranhebungen scheiterte.

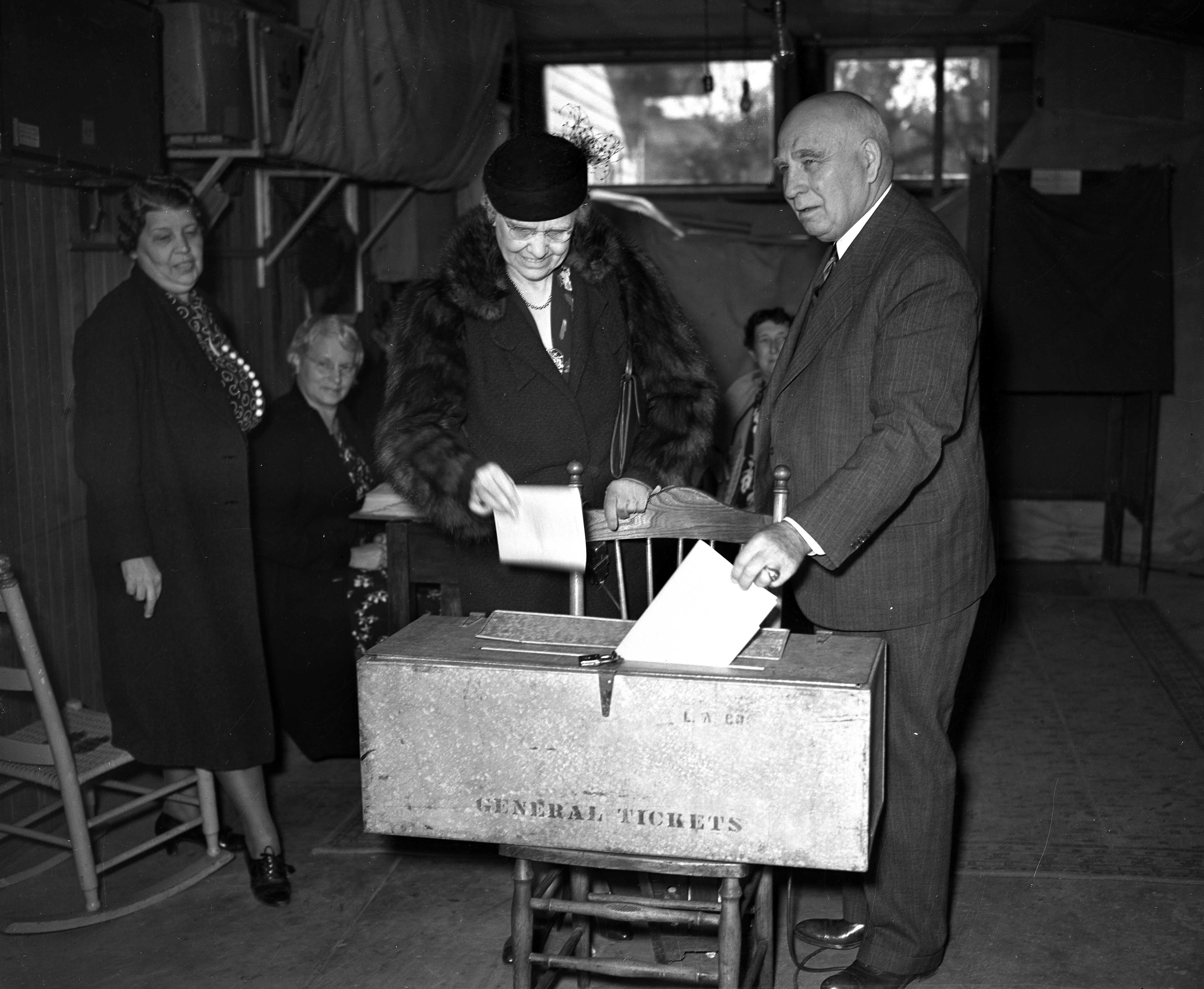
Merriam mit seiner Ehefrau bei der Stimmabgabe (1938)

Obwohl er 1938 von den Republikanern noch einmal aufgestellt wurde, verlor er die folgende Wahl im November 1938 gegen Culbert Olson, der damit der erste kalifornische Gouverneur der Demokraten seit 1899 wurde. Auf Merriam entfielen noch 44 Prozent der Stimmen, während sich Olson mit 52 Prozent eine komfortable Mehrheit sichern konnte. Merriams Amtszeit als Regierungschef des Westküstenstaates lief am 2. Januar 1939 mit Olsons Vereidigung aus.
In Merriams Amtszeit fiel außerdem die Eröffnung der Golden Gate Bridge in San Francisco im Jahr 1937, bei der er persönlich anwesend war.

## Lebensabend und Tod
Infolge seiner Niederlage zog sich Merriam aus der Politik zurück. Nach dem Tod von Senator Hiram Johnson im Jahr 1945 brachten Anhänger Merriams ihn kurzzeitig als Nachfolger ins Spiel, obwohl sich der frühere kalifornische Gouverneur gar nicht um dieses Mandat bemühte. Anfang der 1950er-Jahre begann sich sein Gesundheitszustand zusehends zu verschlechtern. Frank Merriam starb 89-jährig am 25. April 1955 in Long Beach.

## Privatleben
Merriam war lange unverheiratet. Am 25. Januar 1936, im Alter von 70 Jahren, heiratete er Jessie Lipsey. Er war der erste kalifornische Gouverneur, der während seiner Regierungszeit eine Ehe schloss. Nach ihm tat dies nur noch Goodwin Knight im Jahr 1954.